# Aloesläktet
Aloesläktet (Aloe) är ett växtsläkte med suckulenta blommande växter i familjen afodillväxter. Det finns omkring 400 aloe-arter (enligt andra källor ett 300-tal). De kommer ursprungligen från torrare delar av Afrika, framför allt den sydafrikanska Kapprovinsen, bergsområden i Afrikas tropiska områden, samt på Madagaskar.

## Biologi
Alla aloesläktets arter är städsegröna suckulenter som kan vara örtartade och stjälklösa, buskar eller träd. Bladen är stela, svärdliknande och växer vanligen strödda i en rosett. Ibland är rosetten två- eller treradig. Blommorna sitter i täta klasar överst på en lång stängel. Blomfärgen är vanligen gul eller röd, men andra färger som vitt och grönt förekommer. Kalkbladen är sammanväxta och hyllet är vanligen mer eller mindre rörformat. De flesta arterna är fågelpollinerade. Frukten är en kapsel.
Aloesläktet är närstående till arterna i släktet Lomatophyllum, det senare bildar dock bärlika frukter.

## Arter
- Blåaloe (A. glauca)
- Borstaloe (A. aristata)
- Brokaloe (A. bakeri)
- Fackelaloe (A. succotrina)
- Kapaloe (A. ferox)
- Kortbladig aloe (A. brevifolia)
- Ormaloe (A. broomii)
- Sebra-aloe (A. variegata)
- Solfjäderaloe (A. plicatilis)
- Spetsaloe (A. camperi)
- Strimaloe (A. striata)
- Såpaloe (A. maculata)
- Taggaloe (A. marlothii)
- Trädaloe (A. arborescens)
- Vårtaloe (A. humilis)
- Äkta aloe (A. vera)
- Aloe aageodonta
- Aloe abyssicola
- Aloe aculeata
- Aloe acutissima
- Aloe affinis
- Aloe ahmarensis
- Aloe albostriata
- Aloe albovestita
- Aloe alexandrei
- Aloe alfredii
- Aloe ambigens
- Aloe ambositrae
- Aloe ambrensis
- Aloe amicorum
- Aloe ampefyana
- Aloe amudatensis
- Aloe andongensis
- Aloe andringitrensis
- Aloe angelica
- Aloe ankaranensis
- Aloe ankoberensis
- Aloe antonii
- Aloe archeri
- Aloe arenicola
- Aloe argenticauda
- Aloe argyrostachys
- Aloe armatissima
- Aloe asperifolia
- Aloe aufensis
- Aloe aurelienii
- Aloe austroarabica
- Aloe babatiensis
- Aloe ballii
- Aloe ballyi
- Aloe bargalensis
- Aloe berevoana
- Aloe bernadettae
- Aloe bertemariae
- Aloe betsileensis
- Aloe boscawenii
- Aloe bosseri
- Aloe boylei
- Aloe branddraaiensis
- Aloe brandhamii
- Aloe breviscapa
- Aloe brunneodentata
- Aloe brunneostriata
- Aloe bruynsii
- Aloe buchananii
- Aloe buchlohii
- Aloe buhrii
- Aloe bukobana
- Aloe bulbicaulis
- Aloe bulbillifera
- Aloe bullockii
- Aloe burgersfortensis
- Aloe calidophila
- Aloe cameronii
- Aloe canarina
- Aloe canii
- Aloe canis
- Aloe cannellii
- Aloe capitata
- Aloe capmanambatoensis
- Aloe carnea
- Aloe carolineae
- Aloe castanea
- Aloe castilloniae
- Aloe cataractarum
- Aloe catengiana
- Aloe chabaudii
- Aloe challisii
- Aloe charlotteae
- Aloe cheranganiensis
- Aloe chlorantha
- Aloe chortolirioides
- Aloe christianii
- Aloe ciliaris
- Aloe citrina
- Aloe clarkei
- Aloe classenii
- Aloe collenetteae
- Aloe collina
- Aloe commixta
- Aloe comosa
- Aloe compressa
- Aloe confusa
- Aloe congdonii
- Aloe conifera
- Aloe cooperi
- Aloe corallina
- Aloe craibii
- Aloe crassipes
- Aloe cremnophila
- Aloe cryptoflora
- Aloe cyrtophylla
- Aloe dabenorisana
- Aloe darainensis
- Aloe decaryi
- Aloe decorsei
- Aloe decurva
- Aloe deinacantha
- Aloe delphinensis
- Aloe deserti
- Aloe dewetii
- Aloe dewinteri
- Aloe dhufarensis
- Aloe dinteri
- Aloe diolii
- Aloe divaricata
- Aloe djiboutiensis
- Aloe doddsiorum
- Aloe dominella
- Aloe downsiana
- Aloe droseroides
- Aloe duckeri
- Aloe dyeri
- Aloe edouardii
- Aloe elata
- Aloe elegantissima
- Aloe elgonica
- Aloe elkerriana
- Aloe eminens
- Aloe eremophila
- Aloe erensii
- Aloe ericahenriettae
- Aloe ericetorum
- Aloe erythrophylla
- Aloe esculenta
- Aloe eumassawana
- Aloe excelsa
- Aloe eximia
- Aloe falcata
- Aloe fibrosa
- Aloe fievetii
- Aloe fimbrialis
- Aloe fleurentinorum
- Aloe fleuretteana
- Aloe flexilifolia
- Aloe florenceae
- Aloe forbesii
- Aloe fosteri
- Aloe fouriei
- Aloe fragilis
- Aloe francombei
- Aloe friisii
- Aloe gerstneri
- Aloe gilbertii
- Aloe gillettii
- Aloe globuligemma
- Aloe gossweileri
- Aloe gracilicaulis
- Aloe grandidentata
- Aloe grata
- Aloe greatheadii
- Aloe greenii
- Aloe grisea
- Aloe guerrae
- Aloe guillaumetii
- Aloe haemanthifolia
- Aloe haggeherensis
- Aloe hahnii
- Aloe hardyi
- Aloe harlana
- Aloe hazeliana
- Aloe helenae
- Aloe heliderana
- Aloe hemmingii
- Aloe hendrickxii
- Aloe heybensis
- Aloe hlangapies
- Aloe hoffmannii
- Aloe humbertii
- Aloe ibitiensis
- Aloe ifanadianae
- Aloe imalotensis
- Aloe imerinensis
- Aloe immaculata
- Aloe inamara
- Aloe inconspicua
- Aloe inermis
- Aloe inexpectata
- Aloe integra
- Aloe inyangensis
- Aloe irafensis
- Aloe isaloensis
- Aloe jacksonii
- Aloe jawiyon
- Aloe jibisana
- Aloe johannis
- Aloe johannis-bernardii
- Aloe johannis-philippei
- Aloe jucunda
- Aloe juddii
- Aloe juvenna
- Aloe kahinii
- Aloe kamnelii
- Aloe kaokoensis
- Aloe keayi
- Aloe kefaensis
- Aloe ketabrowniorum
- Aloe khamiesensis
- Aloe kilifiensis
- Aloe kouebokkeveldensis
- Aloe kraussii
- Aloe kulalensis
- Aloe kwasimbana
- Aloe lanata
- Aloe latens
- Aloe lateritia
- Aloe leachii
- Aloe leandrii
- Aloe leedalii
- Aloe lensayuensis
- Aloe lepida
- Aloe lettyae
- Aloe lindenii
- Aloe linearifolia
- Aloe lolwensis
- Aloe longibracteata
- Aloe longistyla
- Aloe luapulana
- Aloe lucile-allorgeae
- Aloe luntii
- Aloe lutescens
- Aloe macleayi
- Aloe macroclada
- Aloe madecassa
- Aloe mahraensis
- Aloe manandonae
- Aloe mandotoensis
- Aloe mawii
- Aloe mayottensis
- Aloe mccoyi
- Aloe mcloughlinii
- Aloe medishiana
- Aloe megalacantha
- Aloe megalocarpa
- Aloe melanacantha
- Aloe mendesii
- Aloe menyharthii
- Aloe metallica
- Aloe micracantha
- Aloe microstigma
- Aloe millotii
- Aloe milne-redheadii
- Aloe miskatana
- Aloe mitsioana
- Aloe modesta
- Aloe molederana
- Aloe monotropa
- Aloe monticola
- Aloe morijensis
- Aloe mossurilensis
- Aloe mubendiensis
- Aloe mudenensis
- Aloe multicolor
- Aloe munchii
- Aloe murina
- Aloe musapana
- Aloe mutabilis
- Aloe mzimbana
- Aloe namibensis
- Aloe neoqaharensis
- Aloe neosteudneri
- Aloe newtonii
- Aloe ngobitensis
- Aloe ngongensis
- Aloe nicholsii
- Aloe niebuhriana
- Aloe nordaliae
- Aloe nubigena
- Aloe nyeriensis
- Aloe omavandae
- Aloe omoana
- Aloe orlandi
- Aloe ortholopha
- Aloe pachydactylos
- Aloe pachygaster
- Aloe paedogona
- Aloe palmiformis
- Aloe parallelifolia
- Aloe parvicapsula
- Aloe parvidens
- Aloe patersonii
- Aloe pavelkae
- Aloe pearsonii
- Aloe peckii
- Aloe peglerae
- Aloe penduliflora
- Aloe perdita
- Aloe perrieri
- Aloe perryi
- Aloe petricola
- Aloe petrophila
- Aloe philippei
- Aloe pictifolia
- Aloe pienaarii
- Aloe pirottae
- Aloe plowesii
- Aloe polyphylla
- Aloe porphyrostachys
- Aloe powysiorum
- Aloe praetermissa
- Aloe pratensis
- Aloe pretoriensis
- Aloe prinslooi
- Aloe procera
- Aloe pronkii
- Aloe pruinosa
- Aloe pseudoparvula
- Aloe pseudorubroviolacea
- Aloe pubescens
- Aloe pulcherrima
- Aloe pustuligemma
- Aloe rabaiensis
- Aloe rebmannii
- Aloe reitzii
- Aloe rendilliorum
- Aloe reynoldsii
- Aloe richardsiae
- Aloe richaudii
- Aloe rigens
- Aloe rivae
- Aloe rodolphei
- Aloe roeoeslii
- Aloe rubrodonta
- Aloe rubroviolacea
- Aloe rupicola
- Aloe ruvuensis
- Aloe sakarahensis
- Aloe saudiarabica
- Aloe scabrifolia
- Aloe schelpei
- Aloe schoelleri
- Aloe schoenlandii
- Aloe schomeri
- Aloe scobinifolia
- Aloe scorpioides
- Aloe secundiflora
- Aloe seretii
- Aloe serriyensis
- Aloe shadensis
- Aloe silicicola
- Aloe simii
- Aloe sinana
- Aloe sinkatana
- Aloe soutpansbergensis
- Aloe steudneri
- Aloe striatula
- Aloe suarezensis
- Aloe suffulta
- Aloe suprafoliata
- Aloe suzannae
- Aloe tartarensis
- Aloe tauri
- Aloe tewoldei
- Aloe thompsoniae
- Aloe thorncroftii
- Aloe thraskii
- Aloe tomentosa
- Aloe tororoana
- Aloe torrei
- Aloe trichosantha
- Aloe trigonantha
- Aloe trothae
- Aloe tulearensis
- Aloe turkanensis
- Aloe ukambensis
- Aloe vallaris
- Aloe vanbalenii
- Aloe vanrooyenii
- Aloe vaombe
- Aloe vaotsanda
- Aloe venenosa
- Aloe verecunda
- Aloe versicolor
- Aloe viguieri
- Aloe viridiflora
- Aloe vituensis
- Aloe vogtsii
- Aloe volkensii
- Aloe vossii
- Aloe werneri
- Aloe whitcombei
- Aloe wickensii
- Aloe wilsonii
- Aloe woodii
- Aloe wrefordii
- Aloe yavellana
- Aloe yemenica

## Hybrider
Arterna i detta släkte korsar sig lätt med varandra och bildar hybrider. Släktet kan också bilda hybrider med andra släkten och några av dem har fått namn:
- × Algastoloba D.M.Cumming - Aloe × Astroloba × Gasteria
- × Alolirion G.D.Rowley - Aloe × Chortolirion
- × Aloloba G.D.Rowley - Aloe × Astroloba
- × Alworthia G.D.Rowley - Aloe × Haworthia
- × Bayerara D.M.Cumming - Aloe × Gasteria × Haworthia
- × Gasteraloe Guillaumin - Aloe × Gasteria

## Odling
Många aloer används som krukväxter. Små plantor vill stå i halvskugga, men större exemplar klarar ofta full sol. Aloe förökas med sticklingar eller sidoskott.